# 30718 Records
30718 Records este un asteroid din centura principală, descoperit pe 14 septembrie 1955, de Goethe Link Obs..